# Wydział Filozofii i Socjologii Uniwersytetu Warszawskiego

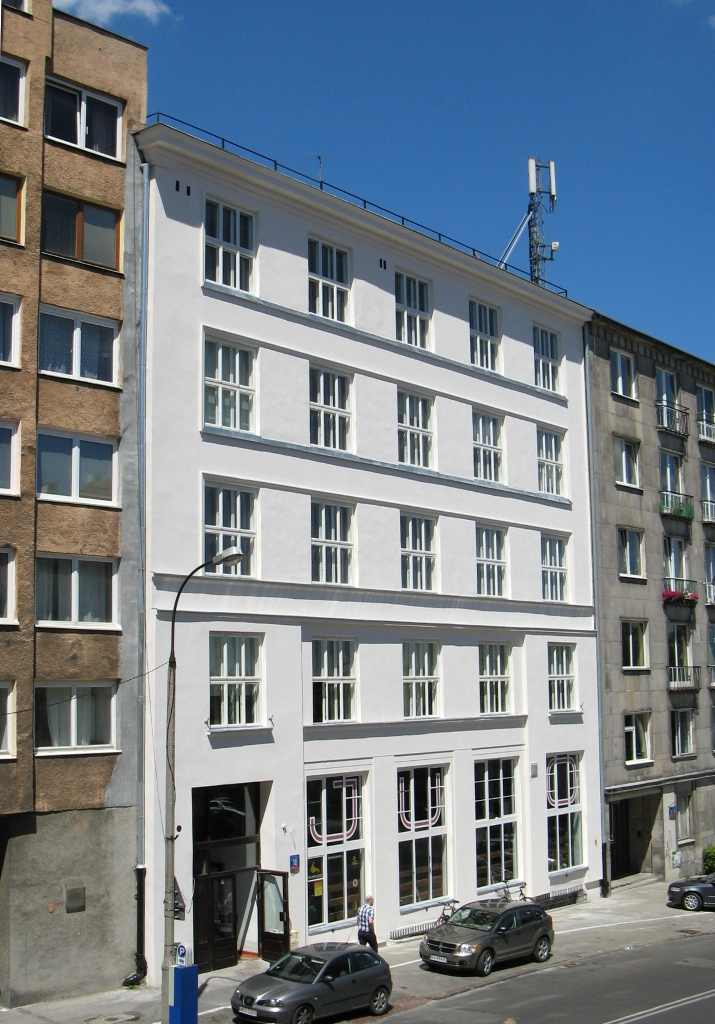
Siedziba Instytutu Socjologii przy ulicy Karowej 18

Wydział Filozofii i Socjologii Uniwersytetu Warszawskiego – jeden z dawnych wydziałów Uniwersytetu Warszawskiego kształcący w trybie stacjonarnym na kierunkach filozofia i socjologia. Wydział uniwersytetu łączący zagadnienia filozofii i socjologii powstał w 1951 jako Wydział Filozoficzno-Społeczny. W 1953 zmieniono nazwę na Wydział Filozoficzny, w 1968 na Wydział Nauk Społecznych, a w 1981 na Wydział Filozofii i Socjologii. W 2020 wyodrębniły się z niego wydziały Socjologii i Filozofii.

## Siedziba
Dziekanat Wydziału Filozofii i Socjologii mieścił się w budynku przy ulicy Nowy Świat 69, jednak zasadnicza część Wydziału mieściła się w innych budynkach. W budynku przy Krakowskim Przedmieściu 3 zlokalizowany był Instytut Filozofii oraz wydziałowa biblioteka połączona z bibliotekami Instytutu Filozofii i Socjologii Polskiej Akademii Nauk i Polskiego Towarzystwa Filozoficznego, a także pojedyncze zakłady Instytutu Socjologii. Natomiast Instytut Socjologii znajdował się w budynku przy ulicy Karowej 18.

## Władze
- Dziekan – prof. dr hab. Mieszko Tałasiewicz
- Prodziekan – prof. UW dr hab. Sławomir Łodziński
- Dyrektor Instytutu Filozofii – dr hab. Jakub Kloc-Konkołowicz
- Dyrektor Instytutu Socjologii – prof. UW dr hab. Andrzej Waśkiewicz

## Struktura

### Instytut Filozofii
- Zakład Epistemologii
- Zakład Estetyki
- Zakład Etyki
- Zakład Filozofii Analitycznej
- Zakład Filozofii Kultury
- Zakład Filozofii Nauki
- Zakład Filozofii Polityki
- Zakład Filozofii Religii
- Zakład Filozofii Społecznej
- Zakład Historii Filozofii Nowożytnej
- Zakład Historii Filozofii Polskiej
- Zakład Historii Filozofii Starożytnej i Średniowiecznej
- Zakład Historii Filozofii Współczesnej
- Zakład Logiki
- Zakład Semiotyki Logicznej
- Pracownia Filozofii Francuskiej
- Pracownia Studiów nad Filozofią Niemiecką

### Instytut Socjologii
- Zakład Antropologii Społecznej
- Zakład Historii Myśli Społecznej
- Zakład Metodologii Badań Socjologicznych
- Zakład Problemów Społecznych i Planowania Społecznego
- Zakład Psychologii Społecznej
- Zakład Socjologii Kultury
- Zakład Socjologii Ogólnej
- Zakład Socjologii Oświaty i Wychowania
- Zakład Socjologii Polityki
- Zakład Socjologii Pracy i Organizacji
- Zakład Socjologii Wsi i Miasta
- Zakład Statystyki, Demografii i Socjologii Matematycznej
- Pracownia Teorii Zmiany Społecznej